# Sybil (roman, 1973)
Pour les articles homonymes, voir Sybil.
Sybil est un roman biographique paru en 1973 aux États-Unis sous la plume de Flora Rheta Schreiber, qui raconte une histoire de psychothérapie. Il a notamment eu un succès retentissant, étant reconnu comme l'un des premiers cas de trouble dissociatif de l'identité décrit aux États-Unis.

## Trame
En 1954, Sybil Dorsett appelle à son secours le Cornelia Wilbur, psychiatre new-yorkaise, car elle présente depuis l'enfance des sortes de passages à vide au cours desquels s'expriment « d'autres personnalités » que la sienne. En tout, seize personnalités différentes, possédant chacune leurs émotions, leur manière d'être, leur talent, mais qui pourtant n'existaient pas. La thérapie va durer onze années pendant lesquelles Sybil va réintégrer ses seize personnalités en une seule, devenant une femme libre et harmonieuse. Ce livre est le récit détaillé de la thérapie.
Sybil Dorsett est un pseudonyme, et l'autrice Flora Retha Schreiber est une journaliste scientifique spécialisée dans les questions psychologiques. Elle travaille sept années sur cet ouvrage. À sa sortie, le succès éditorial est grand. L'autrice affirme qu'elle a eu l'assentiment de Sybil et de Cornelia Wilbur sur son livre. En 1976, le livre est adapté sous forme d'un téléfilm qui trouve également une audience considérable. Ce cas est très médiatisé, et quelques années plus tard, en 1980, la classification américaine des maladies mentales, le DSM-III, intègre une nouvelle entité diagnostique intitulée trouble de la personnalité multiple, très proche du cas présenté par Sybil et qui va connaître un grand succès. Cette pathologie, jusque-là considérée comme très rare, connaît un essor important, tant et si bien que certains auteurs vont parler d'une « épidémie » de cas. Par ailleurs, l'histoire se situe dans le même espace-temps que le cas de Billy Milligan. Ce dernier est par ailleurs suivi par la même psychiatre que Sybil : Cornelia B. Wilbur. La véritable identité de Sybil : Shirley Ardell Mason (1923-1998), est révélée quelques années plus tard.